# Alstroemeria ochracea
Alstroemeria ochracea este o specie de plante monocotiledonate din genul Alstroemeria, familia Alstroemeriaceae, descrisă de M.C.Assis. Conform Catalogue of Life specia Alstroemeria ochracea nu are subspecii cunoscute.